# La Palma (Cuba)
La Palma es una localidad y también un municipio cubano perteneciente a la provincia de Pinar del Río. Es una región fundamentalmente tabacalera, además que se cultiva en menor proporción el café y la caña de azúcar. En 2017, contaba con una población aproximada de 34, 289 habitantes y una extensión superficial de 636,22 km². 

## Historia
En el espacio que ocupa el actual municipio La Palma es hecho comprobado la existencia de aborígenes, con un nivel bastante extensivo y extendido, en tanto se han localizado evidencias arqueológicas en puntos diferentes, abarcadores de todas las zonas del territorio. Hasta el momento, el número de sitios aborígenes ubicados se eleva a 28 (total de sitios hasta el año 1996). De ellos 20 han sido encontrados por la Academia de Ciencias, 6 por el Museo Municipal y 2 en conjunto por ambas instituciones.

### Etapa precolombina
En el espacio que ocupa el actual Municipio La Palma; es hecho comprobado la existencia de aborígenes, con un nivel bastante extensivo y extendido, en tanto se han localizado evidencias arqueológicas en puntos diferentes, abarcadores de todas las zonas del territorio. Hasta el momento, el número de sitios aborígenes ubicados se eleva a 79 (total de sitios hasta el año 1996). De ellos 58 han sido encontrados por la Academia de Ciencias, y 21 por el Museo Municipal Armando Abreu Morales.

### Sitios aborígenes encontrados
- Loma de Caracoles: restos alimenticios, (principalmente marinos), material lítico (sílex, piedras tintóreas, ferruginosa, bauxita pétrea). En una excavación practicada en 1983 aparecieron restos humanos. También en este lugar se recolectan varias gubias de concha. Filiación cultural: Etapa Preagroalfarera. (Mesolítico).
- Palma Rubia: Situado en Margajitas, presentó abundante material lítico (sílex, majador de cuarzo, mortero, piedra molidera) así como un martillo, gubias, cuentas de concha, restos de alimentos marinos y terrestres.
- San Luis I: Situado en al barrio “Las Cadenas”. Es un sitio totalmente arrasado, con gran cantidad de basura arqueológica dispersa. Aparecieron 3 gubias de concha, núcleos y lascas de sílex y un majador percutor.
- San Luis II: Situado en el barrio “Las Cadenas”. Presenta un residuario principalmente constituido por conchas marinas y restos alimenticios de otro tipo. Se colectó una Gubia.
- Itabo de Peñalver: Situado en el barrio “Las Cadenas”. Presenta restos alimenticios marinos.
- Barracón de Peñalver: Situado en el barrio “Las Cadenas”. Presenta restos alimenticios marinos.
- Mogote del Narigón: Situado en la Sierra de Guacamaya, en la zona de Jagua Vieja. Es un paradero típico, solo se encontró en el lugar un percutor de bauxita pétrea en lugar despejado.
- Cueva de los Perros: Situado en la zona de Canalete. Es un paradero, posiblemente utilizado por el indio cimarrón. Presenta restos alimenticios y tierra cenizosa.
- Solapa de Nora: Situado en la zona de Canalete. Presenta una gubia de concha y un instrumento de sílex, así como abundantes restos alimenticios y tierra cenizosa.
- Vega de Felipe Rodríguez: Situado en la Sierra de Guacamayo, en La Jagua. Es un pequeño abrigo rocoso, con residuario de gran cantidad en restos de taller de sílex.
- Hoyo de la Majagua: Situado al este de Canalete. Es un paradero en área despejada. Se encontró un percutor y fragmentos de sílex.
- Cueva del Cojo: Situado en el extremo oriental del mogote “Las Cruces” en Caiguanabo. Se encontraron fragmentos y núcleos de sílex, así como restos alimenticios terrestres.
- Cueva de Los Portales: se encuentra en Caiguanabo, a 50 metros de la Cueva de Los Portales. Es una cueva funeraria. Allí un desconocido, en la década de los 1950, extrajo varios sacos de restos humanos. Cueva del Malangal I: Situada en la zona de Galalón. Es una cueva funeraria, en ella se encontraron piezas dentales humanas.
- Cueva del Malangal II: Situada en Galalón. Es un paradero de abrigo rocoso. Se colectó en él un majador de rocas cuarcífera.
- Cueva de Las Coloradas: Situada en Galalón. Presenta estratos cenizosos de 30cm de espesor; varios fragmentos deteriorados de restos humanos y dos majadores partidos.
- Cueva de la Maniobra o El Polvorín: Situada en el Mogote “Las Cruces”, en Caiguanabo.
- Cueva del Salvador: Situada en Caiguanabo.
- Cueva de La Paloma: Situada en el Mogote de la Ciguaraya, en Arroyo Naranjo.
- Mogote de la Cueva: Situado en el Sitio.
- Vega de Julio Landeiro: Situada en Arroyo Colorado, La Palma. Es un residuario muy alterado por el laboreo agrícola. Aquí existió un taller lítico; presenta gran cantidad de lascas y núcleos de sílex, posibles instrumentos aún sin identificar, una piedra molidera, un cuchillo de sílex, 8 puntas de sílex; 3 percutores y una daga lítica.
- Batey del Plan Miriam: Situado en Margajitas, muy alterado por el laboreo agrícola. Presenta gran cantidad de restos alimenticios marinos, conchas, material pétreo, núcleos y lascas de sílex, 2 piedras molederas, 10 manos de morteros cónicos, un buril, 2 percutores, 2 gubias de concha, 2 raspadores, etc.
- Río Blanco: se encuentra en Río Blanco. Residuario alterado. Presenta restos de alimentos de origen marino. Sitio Cherepo: Situado en Tortuga. Residuario muy alterado. Aparecen gran cantidad de cochas y fragmentos pétreos, así como tres percutores, una piedra moledera y tres gubias de concha.
- Cueva del Guareao: Situada en el “Sapo”, San Andrés. Refugio rocoso de tierra cenizosa y restos de alimentos terrestres. Se localizó una gubia y un percutor.
- Sitio “Manidadero”: Situado en la Vega de Ramón Pérez Pérez, en Vagas Nuevas. Área despejada, sobre una colina. Presenta fragmentos de sílex, una piedra moledera y un tótem ceremonial en estado de elaboración. Cueva de Benito: Situada en Puesto Escondido, San Andrés. Presenta residuos alimenticios marinos y terrestres. Se encontró una gubia de concha.
- Sitio “Felo”: Situado en la Vega de Félix Rodríguez Méndez, aproximadamente a 500 m del Pueblo de La Palma. Ubicado sobre una colina arcillosa. Se han encontrados percutores majadores y una pieza aún sin identificar; partida a la mitad, semejante a otras encontradas en una excavación arqueológica submarina frente a Santa Lucía.

### Etapa revolucionaria
Transformaciones socio-económico y políticas ocurridas en La Palma desde el 1 de enero de 1959
La creación de las nuevas estructuras estatales, la designación del comisionado municipal y su equipo de trabajo.
El 2 de enero de 1959 en que el Ejército Rebelde hace su entrada a La Palma, un grupo de revolucionarios seguidos por el pueblo se dirigieron al Ayuntamiento, lugar donde radicaba el Gobierno Municipal y bajo un clima de aparente tranquilidad, los viejos políticos del régimen abandonaron el local; en estas circunstancias no faltaron los elementos oportunistas que se auto designaron en el cargo. 
Estos fueron los casos de Eloy Cruz y Tomme, el administrador del central, por suerte el acto de usurpación no paso de una semana, en sólo 7 días el autogobierno de Eloy Cruz sacó el dinero de la tesorería y se lo llevó, elementos como estos sintieron el rechazo del pueblo y la presión de la justicia revolucionaria.
Esta primera forma de gobierno funcionó sin dificultades dos meses aproximadamente, ya que las contradicciones entre Néstor y Flores terminó por alejar a ambos de sus responsabilidades, como consecuencia de la tirantez, Justo, único comisionado en el poder, se hizo acompañar del tesorero, el contador y el funcionario del anterior régimen, que nada tuvieron que ver con el sucio juego de la política.
Esta casa de gobierno radicaba en el inmueble que es hoy la Unión de Jóvenes Comunistas, y entre las tareas cumplidas por esta dirección se encuentran: - Su participación en las nuevas estructuras políticas, jurídicas, militares y administrativas creadas. - Su accionar, movilizar en tareas priorizadas como la defensa de la patria. - Su abnegada participación en la preparación y desarrollo de la campaña de alfabetización. - Continuidad en el cobro de los impuestos y recaudación; gracias a esta última tareas los funcionarios designados, recibían un salario (1).
La creación de La JUCEI, Juntas Provinciales de Coordinación, Ejecución e Inspección, en 1962 fue en asamblea, el lugar escogido tuvo por sede la Casa de Cultura, ya para entonces el nuevo organismo estatal era centro de pago. La JUCEI carecía de medios y recursos para dispones, sin embargo los sectores de salud, comunales, agricultura y transporte que atendía, experimentaron avances en su gestión. 
Significativa resulta la capacidad movilizativa hacia la agricultura que mostró este gobierno, los campesinos como nunca antes fueron ayudados en esa etapa, a ellos se les proporcionó todos los fertilizantes necesarios para sus cosechas. Otro tanto sucedió con el sector educacional, para establecer sus beneficios sin los recursos indispensables.
El Gobierno Municipal organizaba actividades festivas en los distintos barrios del municipio, a fin de recaudar el dinero necesario para la construcción de escuelas; gracias a esta iniciativa fueron levantadas unas 14 escuelas en el municipio, algunas de ellas con condiciones constructivas avanzadas. También esos fondos, sirvieron para resolver la situación de la vivienda a las familias más necesitadas. La resistencia del pueblo palmero ante las agresiones del imperialismo y la reacción interna durante la primera etapa de la revolución.
El pueblo en general recibió con mucho júbilo y alegría el fin de la dictadura batistiana y el triunfo revolucionario. Mientras que los sectores acomodados dueños de la tierra y el comercio, afectados por las leyes revolucionarias no reaccionaron de la misma forma. Con el triunfo revolucionario, unos abandonaron el país, otros pasaron al lado de la contrarrevolución y un contado por ciento se mantuvo a la saga o retaguardia del proceso revolucionario.
Las familias más ricas del Municipio como los Águilas, dueños del central azucarero, los terratenientes Manuel Cortina, Eduardo Montalvo algunos miembros de las familias Cuevas y Pando, abandonaron el país en tanto elementos de estos sectores colaboraron con la contrarrevolución interna y externa.
Conocidos son los casos de Larry, el rico terrateniente y el bautista Reinaldo Medina, ambos agentes de la CIA, sin embargo los contrarrevolucionarios alzados en el monte no pertenecían, ni provenían de familias ricas, e incluso Jesús Caro González y Ángel M. Suárez, habían colaborado con la revolución desde sus primeros momentos, otras figuras desafectas como Ramón Martínez, Cristian Martínez Santos, Néstor Miranda, Miguel Rodríguez y Mario Limonta, eran conocidos revolucionarios, miembros del Movimiento 26 de Julio, que habían equivocado la esencia igualitaria del nuevo proceso que de hecho, constituía una frustración a sus ideales de grandeza y a sus ambiciones de poder.
No debe olvidarse tampoco que desde los mismos inicios de la Revolución, el Imperialismo Norteamericano intervino en Cuba y valiéndose de las campañas de descrédito trataban de minar el nuevo proceso desde adentro, un ejemplo de ello lo constituye la siguiente nota aparecida en el periódico Granma que a continuación reproducimos:

### Propaganda occidental
”En el caso de la joven revolución cubana, los servicios especiales norteamericanos urdieron truculencias tales como la Ley de la Patria Potestad(Operación Peter Pan), según la cual los niños cubanos pasarían a ser administrados por el Estado en detrimento de la autoridad paterna. Luego desarrollaron variantes aún más repugnantes como aquella que circulara entre 1960-1961, en la que se afirmaba que bajo control estatal, niños cubanos serían sacrificados y luego “enlatados” para su ulterior envío a la Unión Soviética, donde los comestibles escaseaban.
En otros casos, la propaganda occidental seguía tocando el elemento más sensible de la familia, es decir sus hijos, y a propósito, aprovecharon la campaña de vacunación antipolio para echar a rodar una nueva “bola” contrarrevolucionaria: “El lavado de cerebro”, consistente en crear una nueva mentalidad en los niños de rechazo a los valores de la familia y apegó a una irracional ideología de adoctrinamiento.
En tales circunstancias no faltaron quienes movidos por esas campañas enemigas sacaran hijos como mercancías con destino a los Estados Unidos, por supuesto no eran los niños más pobres, sino aquellos cuyos padres temían por sus intereses de clases, aunque ciertamente abnegada fue la labor que tuvieron que desplegar las autoridades locales. Sobre todo en las zonas campesinas algunas familias se oponían a la vacunación de sus hijos. Por otra parte, la iglesia que por décadas era el refugio y consuelo de muchos, se pasó al lado de aquellos que pretendían la destrucción de la Revolución.

## Geografía
Limita al norte con el Golfo de México, Archipiélago de Los Colorados; al sur con los municipios Consolación del Sur y Los Palacios; al este con el de Bahía Honda, a lo largo del río San Marcos, y con el de San Cristóbal más al sur; y al oeste con el municipio Viñales.

### Relieve
Existe una gran diversidad en cuanto al relieve; se encuentran alturas que sobrepasan los 500 metros, zonas llanas de hasta 0,5 metros de altitud en la cercanía de las costas y diversidad de alturas intermedias entre ambos extremos.
Las montañas del municipio se caracterizan por la abundancia de cavernas, encontrándose diversidad de poljas y hoyos en la sierra. La región de alturas que nos ocupa contiene la sub-región de montañas bajas, alturas y depresiones de la Sierra de los Órganos. Dentro de esta sub-región se encuentran las diversas localidades.
Alturas petromórficas estructuro-cársicas (Carso cónico y de torres) sobre afloramiento calcáreo, con acumulaciones frecuentes de redzina roja en las depresiones y vegetación y bosques arbustivos-xerofíticos, planidoleos, polidominantes, con predominio de formas espinosas y plantas perennifolias.
Al norte se encuentra una franja de ciénaga costera. Se destacan las Alturas Pizarrosas del Norte y del Sur. Se observa la formación montañosa de la Sierra de Guacamaya, con 568 m, cabe destacar que en esta montaña es donde nace el río Guacamaya; también encontramos mogotes (el de La Palma con 209 m) y cuevas (Cueva de Los Portales).

### Suelos
El territorio que conforma el actual municipio se presenta como un gran mosaico de rocas, donde coexisten series efusivas sedimentarias, areno-arcillosas y calcárea, representadas cada una de ellas por más de una formación lo que le imprime características heterogéneas a la zona.
La Cordillera de Guaniguanico, localizada en la parte sur del territorio, ha servido de núcleo para todo el territorio, formando con su erosión la llanura septentrional.
Depresión intramontañosa corrosiva-erosiva, débilmente desmembrada (poljas marginales) sobre calizas y pizarras, con depósitos mixtos, arenas, arcillas y conglomerados, con suelos ferrolíticos rojos lixiviados y ferrolíticos rojos típicos.

### Hidrografía
El parteaguas de la provincia pasa un poco más al sur del centro del municipio, teniendo aguas en las dos vertientes.
Vertiente norte: Fluyen los ríos La Jagua, Guacamaya (Con su afluente La_Palma, conocido también como Río Blanco), al final de su curso el Río Puercos, el Caimito y el San Marcos, siendo el primero y el último límites actuales del municipio.
Vertiente sur: Existen los ríos La Leña, Juan Moreno y San Diego o Caiguanabo. Estas corrientes, al norte y al sur, aparecen dentro de un territorio surcado por innumerables arroyos y cañadas.

### Sistema montañoso
Las montañas se caracterizan en el municipio por ser sumamente abundantes en cuanto al sistema cavernario, encontrándose diversidad de poljas y hoyos en la sierra. La región de alturas que nos ocupa contiene la sub-región de montañas bajas, alturas y depresiones de la Sierra de los Órganos. Dentro de esta sub-región se encuentran las diversas localidades. -Alturas petromórficas estructuro-cársicas (Carso cónico y de torres) sobre afloramiento calcáreo, con acumulaciones frecuentes de redzina roja en las depresiones y vegetación y bosques arbustivos-xerofíticos, planidoleos, polidominantes, con predominio de formas espinosas y plantas perennifolias. Depresión intramontañosa corrosiva-erosiva, débilmente desmembrada (poljas marginales) sobre calizas y pizarras, con depósitos mixtos, arenas, arcillas y conglomerados, con suelos ferrolíticos rojos lixiviados y ferrolíticos rojos típicos.

## Núcleos de población
Actualmente el municipio está dividido en 10 consejos populares:
| Consejo Popular         | Población (2011) | Área (km²) |
| ----------------------- | ---------------- | ---------- |
| San Andrés              | 3 595            | 91.00      |
| Rafael Ferro            | 3 795            | 31.00      |
| Caiguanabo              | 1 998            | 61.40      |
| La Sierra               | 1 293            | 51.00      |
| Mil Cumbres             | 1 887            | 102.80     |
| La Jagua                | 1 485            | 60.20      |
| La Palma                | 9 314            | 11.20      |
| Santos Cruz             | 2 298            | 61.30      |
| Central Manuel Sanguily | 6 096            | 42.90      |
| Las Cadenas             | 3 675            | 105.00     |
| Total                   | 35 346           | 617,80     |